# جسی جیمز کایتل
جسی جیمز کایتل بازیگر، نویسنده و هنرمند آمریکایی است. ایشان بیشتر با بازی در فیلم کوتاه آشر جلینسکی Miller &amp; Son (2019) شناخته شده‌است که برنده جایزه فیلم دانشجویی BAFTA و مدال طلا برای «بهترین روایت» (داخلی) در جوایز اسکار دانشجویی ۲۰۱۹ است. در مارس ۲۰۲۰، کیتل در نقش اصلی در Big Sky، درام جنایی ABC که توسط دیوید ای کلی ساخته شده بود ، انتخاب شد.او یک زن ترنس است.

## زندگی و حرفه
کیتل که اصالتاً اهل لانگ آیلند است، اکنون در شهر نیویورک زندگی می‌کند و در آنجا از دانشگاه pace در رشته بازیگری در سال ۲۰۱۵ با مدرک BFA فارغ‌التحصیل شد. او در مجله OUT100 در سال ۲۰۱۸ به خاطر بازی در نقش شخصیتهای عجیب و غریب در فیلم Alex Strangelove محصول Netflix بن استیلر و به عنوان اولین شخصیت غیر باینری TV Land در Younger مورد تقدیر قرار گرفت.
در سال ۲۰۱۹، کیتل در نمایش جهانی مارتین موران در نقش تئو در تئاتر دو رودخانه بازی کرد. کیتل نقش اصلی را در سریال علمی تخیلی MadRiver Pictures که هنوز منتشر نشده‌است، برای همیشه تنها بازی می‌کند. آنها همچنین در فیلم لیندا یلن Showtime 2019 با بازی Nico Tortorella حضور دارند.
کیتل اغلب با نام مستعار پراکسید، یکی از اعضای Haus of Femanon، در درگ بازی می‌کند. کایتل به عنوان پراکسید فمنون در سریال مستند LOGO TV Fill In The Blank و در همکاری ساشا ولور با نام NYFW SS19 با مراسم افتتاحیه حضور داشته‌است.
کیتل غیر باینری است و از ضمایر او و آنها استفاده می‌کند. آسمان بزرگ او را را به اولین بازیگر غیر باینری تبدیل کرد که یک سریال غیر باینری را به‌طور منظم در تلویزیون‌های اولیه پخش می‌کند.

## فیلم‌شناسی
| سال  | عنوان                      | نقش               | یادداشت                                                    |
| ---- | -------------------------- | ----------------- | ---------------------------------------------------------- |
| ۲۰۱۳ | داستان‌های شبح مشهور        | دیوید             | قسمت "کوکو / کریگ کیلبورن / دیانا د گارمو / تامی دیویدسون" |
| ۲۰۱۶ | شما چکار انجام خواهید داد؟ | نوجوان همجنس بسته | قسمت شماره ۱۱٫۷                                            |
| ۲۰۱۸ | الکس استرنج لاو            | سیدنی             | فیلم                                                       |
| ۲۰۱۸ | جوان تر                    | تام               | قسمت شماره ۵۰۵: "بزرگ کوچک لیزا"                           |
| ۲۰۱۹ | میلر و سون                 | رایان میلر        | فیلم                                                       |
| ۲۰۱۹ | سیالیت                     | کوین              | فیلم                                                       |
| ۲۰۱۹ | مثل شیشه                   | صهیون             | فیلم                                                       |
| ۲۰۲۰ | برای همیشه تنها            | آدریان            | ۶ قسمت                                                     |
| ۲۰۲۰ | آسمان بزرگ                 | جری               | نقش اصلی                                                   |